# Gotha Go 145
Il Gotha Go 145 era un monomotore biplano da addestramento sviluppato dall'azienda tedesca Gothaer Waggonfabrik negli anni trenta e prodotto, oltre che dalla stessa, anche su licenza da alcune aziende aeronautiche nazionali nella seconda parte del decennio.
Venne utilizzato come addestratore dalla Luftwaffe nelle proprie scuole di volo prima e durante la seconda guerra mondiale e, verso la fine del conflitto, come bombardiere notturno in azioni di disturbo.

## Storia del progetto
Con la costituzione del Terzo Reich il nuovo governo avviò un piano di riarmamento che era stato impedito alla Germania a causa delle restrizioni imposte dal Trattato di Versailles. Tra le varie iniziative ci fu quella di far riprendere la produzione aeronautica a quelle aziende del settore costrette dal trattato a diversificare la loro offerta. Tra quelle che erano riuscite a sopravvivere alla disastrata economia in cui era scivolata la Repubblica di Weimar c'era la Gothaer Waggonfabrik che era rimasta attiva nel settore della produzione di materiale ferroviario.
Il 2 ottobre 1933 la Gothaer venne informata dell'esigenza di dotare la Luftwaffe di un nuovo velivolo da addestramento per formare i futuri equipaggi nelle proprie scuole di volo.
Lo sviluppo del nuovo modello, che vedeva l'azienda tedesca ritornare al settore aeronautico, venne affidato all'ingegnere Albert Kalkert che resterà legato all'azienda per i progetti futuri e che ne assumerà la direzione del gruppo di progettazione. Il Reichsluftfahrtministerium (RLM), il ministero responsabile di tutte le attività che concernevano l'organizzazione delle attività aeronautiche, assegnò all'azienda il gruppo di designazione dal 145 al 150, quindi il nuovo velivolo assunse la designazione ufficiale di Go 145, in quanto primo della serie. Il Go 145 era un velivolo di impostazione classica che seppur integrando alcune ricercatezze di progettazione doveva avere come caratteristica una facilità di costruzione ed un limitato apporto di materiali strategici, più necessari per la realizzazioni di velivoli da combattimento. Pur avendo una struttura essenzialmente realizzata in legno si rivelò comunque un velivolo particolarmente robusto, tanto da essere in seguito impiegato anche in operazioni belliche sul Fronte orientale.
Il primo prototipo fu realizzato in pochi mesi e venne portato in volo per la prima volta già nel febbraio 1934 ma risultò affetto da alcuni problemi che ne ritardarono lo sviluppo. Tuttavia venne fatto oggetto di continue migliorie ottenendo una versione definitiva affidabile. La produzione in serie venne iniziata nel marzo 1936 e a conferma del livello raggiunto all'ottobre 1938 risultavano già 1 120 costruiti e consegnati ai vari reparti. Per sostenere l'esigenza vennero concesse licenze di produzione ad altre aziende tedesche così oltre ai 584 esemplari realizzati dalla Gotha si affiancarono Erla Maschinenwerk (106 esemplari), AGO Flugzeugwerke (241 esemplari), Bayerische Flugzeugwerke (BFW) (115 esemplari) e Focke-Wulf (74 esemplari).
Vennero inoltre concesse due licenze di produzione su licenza all'estero, alla turca Kayseri Tayyare Fabrikası (KTF) ed alla spagnola CASA.

## Tecnica

### Cellula
Il Go 145 era un velivolo realizzato in tecnica mista, con parti della struttura in tubo metallico saldato ed altre in legno ricoperte in legno e tela, e che manteneva, pur introducendo una velatura dall'abbinamento inusuale, un'impostazione classica, per il periodo; monomotore biplano con carrello fisso.
La fusoliera, realizzata con una struttura tubolare in acciaio saldato e ricoperta con tela verniciata, presentava due abitacoli aperti posti in tandem, l'anteriore protetto da un parabrezza. Anteriormente integrava il motore montato su una struttura tubolare e chiuso in un cofano metallico mentre posteriormente terminava in un impennaggio classico monoderiva con piani orizzontali a sbalzo rinforzati da tiranti in filo d'acciaio.

### Motori
La propulsione era affidata ad un motore Argus As 10C, un otto cilindri a V rovesciata raffreddato ad aria in grado di erogare una potenza pari a 240 PS (177 kW) abbinato ad un'elica in legno a passo fisso. I collettori di scarico si riunivano in due distinti tubi di scappamento laterali che fuoriuscivano dalla cofanatura metallica la quale presentava due sfoghi posteriori per l'evacuazione dell'aria di raffreddamento dell'unità motrice.

### Superfici alari
La configurazione alare era biplana ma presentava alcune particolarità che la rendevano più complessa di quella adottata in altri velivoli pari ruolo del periodo. L'ala superiore, posizionata alta moderatamente a parasole sulla fusoliera, presentava una freccia alare di 11°30' così che il settore centrale, collegato alla parte superiore della fusoliera da un castello tubolare ed al quale erano collegate le semiali, risultava posizionato davanti all'abitacolo anteriore mentre le estremità alari risultavano ai lati dello stesso. L'ala inferiore era invece dritta, montata bassa sulla fusoliera, ed era collegata alla superiore tramite due montanti interalari "ad N" posti in prossimità delle estremità alari. Entrambe possedevano caratteristiche comuni; erano realizzate con struttura in legno ricoperta di tela verniciata ed erano entrambe dotate di alettoni.

### Sistemi e impianti
Ci furono alcune variazioni nell'impostazione degli abitacoli a seconda delle versioni. L'impostazione classica prevedeva che l'allievo pilota occupasse quello anteriore mentre l'istruttore quello posteriore dotato di doppi comandi mentre nella versione da addestramento al tiro le parti erano invertite con l'istruttore al posto di pilotaggio ed il mitragliere che azionava una MG 15 brandeggiabile montata su un anello. Si conosce anche la realizzazione in una sottoversione da addestramento al volo strumentale in cui venne eliminato l'abitacolo posteriore e almeno un esemplare realizzato con un lungo tettuccio che chiudeva entrambi gli abitacoli.
Il carrello d'atterraggio era un semplice biciclo fisso integrato posteriormente da un pattino d'appoggio posto sotto la coda; tutti gli elementi erano ammortizzati. Un'unica versione testò la possibilità di adottare una carenatura semi integrale delle ruote, soluzione che però non venne adottata nella produzione in serie.

## Impiego operativo
I primi esemplari vennero destinati alle scuole di volo della Luftwaffe già nel corso del 1935 ed utilizzati come addestratori per i futuri piloti da caccia e, con la successiva versione Go 145 C dotata di una MG 15, per i mitraglieri.
Nell'autunno 1942 furono scelti per equipaggiare i reparti della Störkampfstaffeln che operarono come bombardieri notturni in azioni di disturbo sul fronte orientale fino alla primavera del 1943. In questo ruolo i velivoli erano dipinti di nero per una migliore mimetizzazione con il cielo notturno e venivano equipaggiati con una bomba da 10 a 100 kg, carico massimo ammesso dal velivolo, posizionata sotto la fusoliera.
Un Go 145 venne anche utilizzato per un incarico insolito. Nell'aprile 1941 venne equipaggiato con un pulsogetto Argus VSR-9, un prototipo che sarà sviluppato nell'Argus As 014, il motore dalla bomba volante V1 (Fieseler Fi 103). Posizionato sotto la fusoliera questo fu la prima prova in volo del motore che forniva in quella versione una spinta pari a 120 kg (1,18 kN).

## Versioni
Go 145 A
versione da addestramento al volo dotata di doppi comandi.
Go 145 B

Go 145 C
versione da addestramento per la formazione dei mitraglieri dotata di una mitragliatrice MG 15 brandeggiabile montata su un supporto ad anello posizionata in corrispondenza dell'abitacolo posteriore.
Go 145 D
versione dotata di tettuccio e carrello d'atterraggio carenato, non avviata alla produzione in serie.

## Utilizzatori

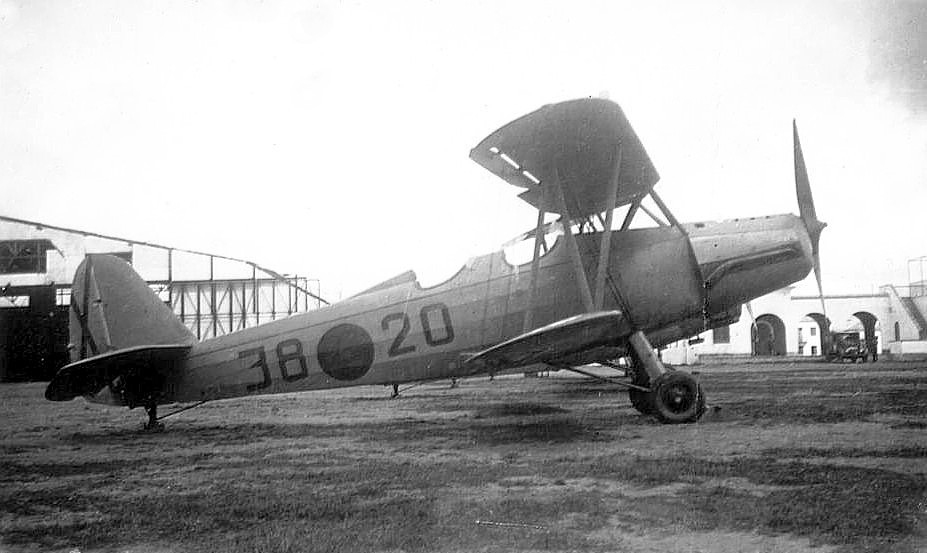
Gotha Go 145 A (38•20), Aviación Nacional

Austria
- Heimwehr Flieger Korps

la forza aerea della prima repubblica austriaca, seconda nazione a ricevere il Go 145 da esportazione, ricevette 16 esemplari nel 1937 ed operò con insegne austriache fino all'Anschluss, nel 1938, quando furono integrati nella Luftwaffe.
 Germania
- Luftwaffe

 Slovacchia
- Slovenské vzdušné zbrane

 Spagna
- Aviación Nacional

operò con 21 esemplari consegnati nel 1938 ed impiegati durante la fase finale della guerra civile spagnola.
 Spagna
- Ejército del Aire

gli esemplari sopravvissuti al conflitto vennero integrati nella nuova forza aerea, l'ultimo dei quali venne radiato nel 1953. A questi vennero in seguito affiancati i CASA 1145, i Go 145 prodotti localmente su licenza.
 Turchia
- Türk Hava Kuvvetleri

l'aeronautica militare turca, prima a ricevere il Go 145, operò con 30 esemplari consegnati nel 1936 fino alla loro radiazione nel 1947.

### Velivoli comparabili
Germania
- Arado Ar 66
- Bücker Bü 131
- Bücker Bü 133
- Heinkel He 45
- PWS-35 Ogar